# Conolophia rectistrigaria
Conolophia rectistrigaria är en fjärilsart som beskrevs av Hans Rebel 1914. Conolophia rectistrigaria ingår i släktet Conolophia och familjen mätare. Inga underarter finns listade i Catalogue of Life.